# Adam Rönnqvist
Adam Rönnqvist, född 11 oktober 1990 i Luleå, är en svensk professionell basketspelare som för närvarande spelar med BC Luleå i Svenska Basketligan herr. Rönnqvist är 181 centimeter lång, väger 82 kilo och spelar positionen guard.
Hans moderklubb är Höken Basket.

## Karriär
Vid 15 års ålder började han spela på Luleås Basketgymnasium i division I. Vid 17 års ålder (2008) signerade han ett kontrakt med dåvarande Plannja Basket. Med ett snitt på 6,4 minuter på sammanlagt 22 spelade matcher.  Säsongen 2010-2011 blev han norsk mästare med basketlaget Bærum Basket.
Säsongen 2012/2013 spelade han först för division I-klubben LF Future och fick samma säsong även chansen i BC Luleå (dåvarande LF Basket) i Sveriges högstaliga.
Under 2015/2016 var Adam Rönnqvist den bäste trepoängsskytten i hela basketligan herr. Då sköt han makalösa 47,85 procent från trepoängslinjen på 41 matcher. Totalt satte han 100 av 209 trepoängare.
2016/2017 fick Rönnqvist en nyckelroll i BC Luleå när klubben tog sitt första SM-guld på tio år - det åttonde i ordningen. Han snittade 12,7 poäng, 3,2 assist och 25:48 minuter per match i sin dittills statistiskt bästa säsong i Sveriges högstaserie.
2017/2018 snittade Adam Rönnqvist 11,3 poäng, 2,5 assist och 20.21 minuter per match för BC Luleå. BC Luleå vann serien och tog sig hela vägen till final där man föll mot Norrköping Dolphins.
2018/2019 
Den 12 juli avslöjade Jämtland Basket att de hade lyckats signera toppskytten Rönnqvist inför den kommande säsongen.
Jämtland Basket utnämnde Rönnqvist som den största svenska basketvärvningen under 2000-talet.
Rönnqvist var med och skrev in Jämtland Basket i historieböckerna när laget för första gången någonsin lyckades nå förbi kvartsfinalen genom att besegra BC Luleå 3-2 i matcher.
Efter att säsongen tagit slut i semifinalerna mot de blivande mästarna Södertälje Basketboll Klubb, hade Rönnqvist stått för ett snitt på 14,7 poäng, 4,2 assist och 2,6 returer per match i Jämtlandslinnet . Samtidigt som hans skytte från trepoängslinjen låg på 43,1%.
2019/2020
I början av juni 2019 avslöjade Wetterbygden Stars att de hade lyckats värva Rönnqvist inför säsongen. Över 31 matcher var han en av lagets viktigaste spelare och snittade 13,8 poäng, 5,0 assist och 2,7 returer i SBL herr.
Efter en säsong med Wetterbygden Stars bestämde sig Adam Rönnqvist att flytta hem till Luleå. Rönnqvist skrev ett ettårskontrakt med BC Luleå inför 2020/2021.